# Shnogh
Shnogh (in armeno Շնող?) è un comune di 3 119 abitanti (2008) della Provincia di Lori in Armenia.